# باربرا بروبست سولومون
باربرا بروبست سولومون (بالإنجليزية: Barbara Probst Solomon)‏ هي صحفية وكاتِبة أمريكية، ولدت في 3 ديسمبر 1928 في نيويورك في الولايات المتحدة.

## وصلات خارجية
- باربرا بروبست سولومون على موقع IMDb (الإنجليزية)